# Zarathos (personaje)
Zarathos (Reino Unido: /z ær del ə θ del ɒ s/, Estados Unidos:/- θ oʊ s /) es un personaje ficticio que aparece en los cómics estadounidenses publicados por Marvel Comics. Generalmente se lo representa como un villano en las historias del personaje Ghost Rider. Un ser demoníaco que tortura y devora almas, apareció por primera vez en Marvel Spotlight # 5 (agosto de 1972), y fue creado por los escritores Roy Thomas y Gary Friedrich y el artista Mike Ploog.

## Historial de publicación
Aparece por primera vez en Marvel Spotlight # 5 (agosto de 1972). Fue creado por los escritores Roy Thomas y Gary Friedrich, y el artista Mike Ploog.

## Biografía del personaje ficticio
Como se explica en Ghost Rider # 77 (serie 1973), el cuerpo físico y de piedra del demonio Zarathos permaneció inerte e inanimado bajo la tierra durante eones hasta que su espíritu fue convocado por un hechicero tribal nativo americano llamado K'Nutu para ayudar a su tribu. Se le ofreció a Zarathos un suministro constante de almas para consumir a cambio de su ayuda para vencer a los enemigos de la tribu de brujos y para ofrecer su poder en su servicio. Esta alianza es mutuamente beneficiosa, florece y se forma un fuerte culto alrededor de Zarathos, que llama la atención de Mephisto, quien decide que Zarathos tiene muchos seguidores y lo está privando a él y a los otros Señores del Infierno de las almas. Mephisto finalmente se enfrenta a Zarathos y lo derrota (por el uso engañoso de su peón sin alma, Centurious).
Zarathos se ve obligado a servir a Mephisto durante muchos siglos en el Inframundo, una tierra extradimensional de los muertos a veces llamada "Infierno", aunque todavía lo suficientemente poderosa para evitar el confinamiento total. Mefisto envía su vasto vago a la Tierra en ocasiones, lo vincula a huéspedes humanos y le permite asaltar almas (en una escala más pequeña). En los tiempos modernos, Zarathos está ligado a Johnny Blaze; La entidad combinada de Blaze / Zarathos se manifiesta como un esqueleto llameante revestido de cuero conocido como el Ghost Rider, que en última instancia sirve al lado de "bueno" mientras todavía usa medios infernales, lo que le otorga una reputación de miedo al Ghost Rider y Johnny Blaze un interminable sentimiento de culpa. A medida que el tiempo avanza, Zarathos de vez en cuando afirmaría su control sobre el cuerpo de Johnny Blaze. Zarathos fue separado temporalmente de John Blaze por el Mago Carmesí. Zarathos obtuvo control adicional sobre el Jinete fantasma, volviéndose más violento. Como el Ghost Rider, volvió a encontrarse con Centurious. John Blaze se había vuelto más fuerte, causando un eventual choque sobre el cuerpo físico de Blaze, ya que Mephisto libera temporalmente a Zarathos para competir con John Blaze por su libertad. Antes de que pueda alcanzar ese punto, Centurious (el campeón de Mephisto que derrotó a Zarathos miles de años antes) regresa y tiene su peón Comepecados que usa su cristal de alma para chupar el alma de Blaze de su cuerpo. Esto debilita enormemente a Zarathos que, sin el alma de Blaze, se encuentra muriendo, ya que como demonio, y por lo tanto, no es de la Tierra lo que son los mortales, Zarathos no puede mantenerse en el plano terrenal a menos que posea el cuerpo físico de un mortal. Usando lo último de su fuerza, Zarathos divide el cristal por la mitad, liberando no solo el alma de Blaze, sino también las innumerables almas que se habían consumido en el pasado. Antes de que el cristal vuelva a unirse en una sola pieza, también succiona Centurious en el interior. Zarathos se siente engañado por su venganza contra Centurious, pero con la ayuda del moribundo Comepecados, el demonio logra transferir su esencia al cristal. Johnny Blaze ahora está libre de la maldición que Mephisto le impuso muchos años antes y la primera existencia del Ghost Rider llega a su fin.
Cerca del clímax de los eventos de Secret Wars II, Beyonder, enojado con la humanidad y todo el plano de la existencia, viaja al infierno e informa a Mephisto de su plan para borrar toda la existencia contenida en este universo. Mefisto le suplica al Beyonder que no cometa tal acto, yendo tan lejos como para hacer una apuesta con él. Beyonder está de acuerdo, bajo estos términos: elige un campeón para que lo represente y un campeón separado para representar a Mephisto; si Mephisto gana, el universo recibirá una recuperación de veinticuatro horas, pero si Beyonder gana, no solo borrará el universo de la existencia, sino que le dará suficiente tiempo a su campeón para vengarse de Mephisto. Beyonder elige a Spider-Man como campeón de Mephisto y decide que Zarathos será su propio campeón. El objetivo de Zarathos no es solo corromper el espíritu y la moral de Spider-Man, sino evitar que Spider-Man detenga un intento de asesinato en Kingpin. Spider-Man supera los intentos de pesadilla de Zarathos para corromperlo y salva la vida del Kingpin. Así, Beyonder (después de volver a encarcelar a Zarathos dentro del cristal del alma) permite que el universo exista un día más (durante ese día adicional vino la derrota de Beyonder y aparentemente la muerte).
Zarathos se convierte en una amenaza una vez más cuando se forman los Hijos de la Medianoche. Brevemente une fuerzas con la madre demoníaca Lilith (que no debe confundirse con la hija de Drácula, que tiene el mismo nombre), pero pronto la abandona cuando se da cuenta de que ella solo lo estaba usando para traerle el Medallón de Poder. Otra razón por la que la dejó fue porque ella lo engañó para que se uniera a sus fuerzas. (Su memoria era tan mala en el momento en que Lilith realmente lo convenció de que era su hijo). Después de que se fue, fue a convertirse en el líder de los Caídos, la Sangre maligna (sus acólitos) una vez más. Habiendo perdido su memoria, Zarathos no ha alcanzado su pleno poder hasta que se encuentra con los Caídos. Después de eso, gana suficiente poder para derrotar a Ghost Rider y absorber su esencia. Sin embargo, sufre una horrible agonía ya que Ghost Rider todavía residía dentro de él. Esto le da a los Hijos de Medianoche la oportunidad de derrotar a Zarathos. Es Blade, quien toma la espada de Foundry, matándola con ella para que él pueda usar su espada manchada de sangre para derrotar a Zarathos. Blade derrota a Zarathos convirtiéndolo en piedra; siguió siendo así hasta la miniserie de Ghost Rider: Hammerlane, donde comenzó a reconstituirse dentro de Johnny Blaze, después de lo cual él y Johnny hicieron las paces el uno con el otro. Después de la historia de Fear Itself, Blaze hizo que Zarathos fuera exorcizado de él. El demonio Zarathos finalmente fue vinculado a una mujer anfitriona en la presente serie. Eventualmente, Zarathos finalmente fue vinculado nuevamente a Johnny Blaze. 
Antes de convertirse en piedra, Zarathos había afirmado que se había juntado con Lilith, impregnándola. Lilith planea desatar a sus hijos, pero esto aún está por verse.

## Poderes y habilidades
Zarathos es un demonio extremadamente poderoso casi al mismo nivel que Mephisto. Zarathos posee varios poderes sobrenaturales inherentes, y como tal, es capaz de controlar los elementos en la Tierra, y puede atrapar a sus oponentes tomando el terreno y envolviéndolo alrededor de su enemigo. Zarathos, si lo desea, puede convertir las rocas en picos, empalando a sus enemigos.
Además, tiene fuerza sobrehumana, durabilidad y resistencia y posee el rasgo de la inmortalidad. Él es capaz de disparar el fuego del infierno desde sus manos y puede transportarse tanto a sí mismo como a otros a diferentes lugares. Aparentemente, cuantas más almas consume, más poderoso se vuelve. Zarathos también tiene un conocimiento significativo de la tradición mágica, y posee la capacidad de manipular las energías mágicas para una variedad de efectos.

## Otras versiones

### MC2
En el futuro alternativo de MC2, Kaine convoca a Zarathos en un intento por salvar la vida de su sobrino, Reilly Tyne (el hijo de Ben Reilly y Elizabeth Tyne) que se está muriendo porque heredó los defectos genéticos de la fisiología clonada de su padre. Esto es contraproducente cuando Zarathos intentó reclamar el cuerpo de Tyne como suyo. Al mismo tiempo, Kaine también intenta llevar a Daredevil (que había sido asesinado por Kingpin mientras salvaba la vida de Kaine) de vuelta a la vida. El alma de Daredevil se instala en el cuerpo de Tyne. Las fuerzas de los dos espíritus que residen dentro de él tienden a mantenerse controlados; Tyne gana la apariencia física de Zarathos, sus poderes demoníacos y regenerativos, mientras que la influencia de Murdock evita que se corrompa. Bajo la influencia de estas dos entidades que residen dentro de él, Tyne decide convertirse en el héroe Darkdevil.

## En otros medios
En la película de 2012, Ghost Rider: Espíritu de Venganza, el Ghost Rider se revela como una encarnación de Zarathos. En esta versión, Zarathos fue un Ángel de Justicia enviado para proteger al hombre. Fue engañado por el diablo en el infierno, donde fue corrompido y enloquecido. Su misión de proteger a los inocentes se convirtió en castigar a los culpables; como resultado, se convirtió en el espíritu de venganza del diablo. Debido a esto, el Ghost Rider está cubierto de llamas amarillas ya que es un espíritu corrupto. Después de derrotar a Roarke (El Diablo) y salvar a Danny, Zarathos finalmente recuerda cuál era su misión original y el ángel dentro de él finalmente vuelve a despertar. Al final de la película, se muestra al Ghost Rider cubierto de llamas azules.